# Rosse woestijnleeuwerik
De rosse woestijnleeuwerik (Ammomanes cinctura) is een zangvogelsoort uit de familie leeuweriken (Alaudidae). Het is een vogel van vlakke woestijnen met zand en kiezelstenen.

## Kenmerken
De woestijnleeuwerik is 13 tot 14 cm lang. Het is een zandkleurige vogel die lijkt op de gewone woestijnleeuwerik, maar hij is kleiner, minder robuust, heeft een rondere kop en een kortere snavel. De rosse woestijnleeuwerik heeft een smallere, scherp afgesneden zwarte band op de roestrode staart, waar de (gewone) woestijnleeuwerik een staart met een vrij brede zwarte band heeft die diffuus overgaat in het roestbruin. Verder verschilt de rosse leeuwerik qua habitatkeuze.

## Verspreiding en leefgebied
Deze soort komt voor van Marokko tot Pakistan en telt drie ondersoorten:
- A. c. cinctura: Kaapverdië.
- A. c. arenicolor: Noord-Afrika, Sinaï en het Arabisch Schiereiland.
- A. c. zarudnyi: oostelijk Iran, zuidelijk Afghanistan en zuidelijk Pakistan.

Het leefgebied bestaat uit vlakke open zandwoestijnen of halfwoestijnen met grind en spaarzame vegetatie. De vogel mijdt berggebieden en rotsig terrein.

## Status
De rosse woestijnleeuwerik heeft een enorm groot verspreidingsgebied en daardoor alleen al is de kans op de status kwetsbaar (voor uitsterven) uiterst gering. Plaatselijk is de vogel nog zeer algemeen. De grootte van de populatie is niet gekwantificeerd, maar de indruk bestaat dat de aantallen plaatselijk achteruit gaan. Echter, het tempo van achteruitgang ligt onder de 30% in tien jaar (minder dan 3,5% per jaar). Om deze redenen staat deze leeuwerik als niet bedreigd op de Rode Lijst van de IUCN.